# Kanton Clermont-Ferrand-Sud
Clermont-Ferrand-Sud is een voormalig kanton van het Franse departement Puy-de-Dôme. Het kanton maakte deel uit van het arrondissement Clermont-Ferrand. Het werd opgeheven bij decreet van 21 februari 2014, met uitwerking op 22 maart 2015.
Het kanton omvatte uitsluitend een deel van de gemeente Clermont-Ferrand.